# Alexandre Kum'a Ndumbe III
Alexandre Kum'a Ndumbe III, né à Douala le 1er novembre 1946, est un écrivain, germaniste, historien, éditeur et universitaire camerounais. Il est l'auteur de plusieurs ouvrages et est le fondateur de la maison d'édition et de la fondation Africavenir.

## Biographie
Kuma Ndumbe III est né le 1er novembre 1946 à Douala au Cameroun. Il est issu de la famille royale du canton Bele Bele et l’héritier légitime du trône de Lock Priso (Kum’a Mbape). Il fait ses études primaires et une partie de ses études secondaires au Cameroun. A l'âge de 15 ans, il quitte le Cameroun et poursuit ses études secondaires en Allemagne où il obtient son baccalauréat au Lycée Maria-Théresia Gymnasium à Munich. Il fait ses études universitaires à Lyon France jusqu'à l'obtention des doctorats en histoire, en science politique et en études germaniques. Il est premier Africain et à titre personnel au sein du Comité International d'Histoire de la Seconde Guerre Mondiale aux côtés de personnalités comme Henri Michel/France, Général Pavel Jiline 
Le Prince Kuma Ndumbe III enseigne à l'Université de Lyon II et à l'université Catholique de Lyon pendant plusieurs années. Après son agrégation en 1989, il enseigner à Berlin pendant plus de 10 ans. 
Entre 1981 et 1991, il est à la tête de plusieurs associations. Il est le président de l'association des poètes et écrivains camerounais (APEC)  et vice président de l'association des écrivains de l'Afrique centrale (AEAC). Il est depuis 2002 Membre du conseil de l’Association pour les droits des  auteurs à Yaoundé.
En 2018, il célèbre son jubilé de 50 ans d’écriture littéraire au siège de l'Unesco à Paris.

## Œuvres
- Dialogue en noir et blanc Lettres, présence africaine, paris 1989, 311p.
- 50 Ans déjà ! Quand cessera enfin votre indépendance-là , Editions Africavenir, Douala, 2011
- Tu ne diras plus que tu ne savais pas, Africavenir, 2022; 2019 p.[7]
- Hitler voulait l'Afrique: Les plans secrets pour une Afrique fasciste (1933-1945), Harmattan, Paris, mars 2004, 392p.
- Tentative bienveillante de dissiper les malentendus. Une lettre après 24 ans d'attente. Dans : Collectif (éds.), Atlas de l'absence. Le patrimoine culturel du Cameroun en Allemagne, [traduction de la version originale allemande : Atlas der Abwesenheit. Kameruns Kulturerbe in Deutschland, Reimer, Berlin 2023, (en ligne)] Berlin 2023, p. 353-363.